# Place de l'Indépendance (Tunis)
La place de l'Indépendance (arabe : ساحة الاستقلال) est une place de Tunis, capitale de la Tunisie.

## Situation et accès
La place de l'Indépendance est située à l'intersection de l'avenue Habib-Bourguiba, de la rue de Rome, de l'avenue de France et de la rue Jamel-Abdenasser.
Elle est desservie par la station de métro Place Barcelone.

## Origine du nom
La place commémore l'indépendance de la Tunisie obtenue le 20 mars 1956 vis-à-vis de la France.
Elle s'appelle « place de la Résidence » avant 1956, en référence à la résidence générale qui s'y trouve alors.

## Historique

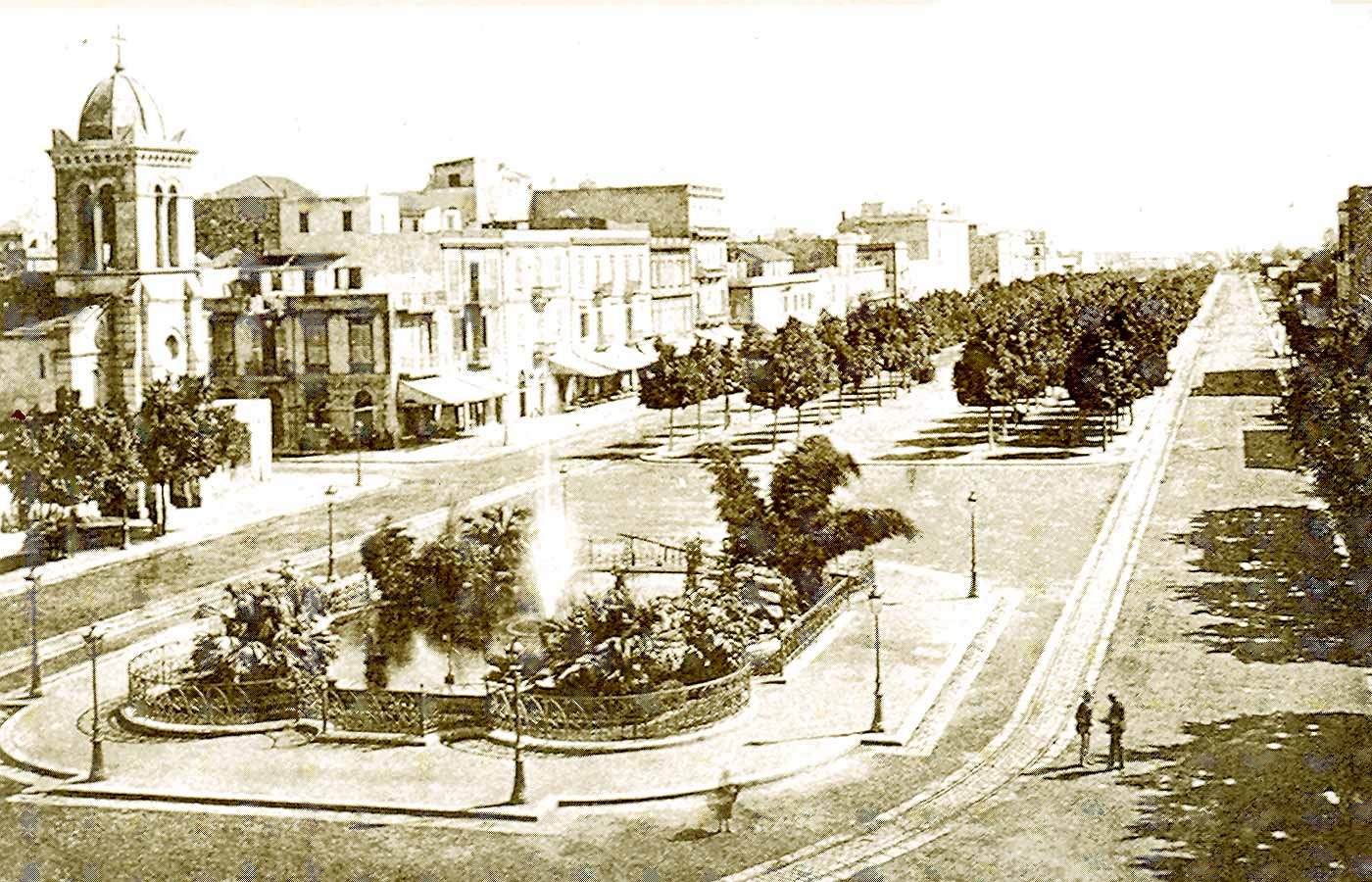
Place vers 1885.
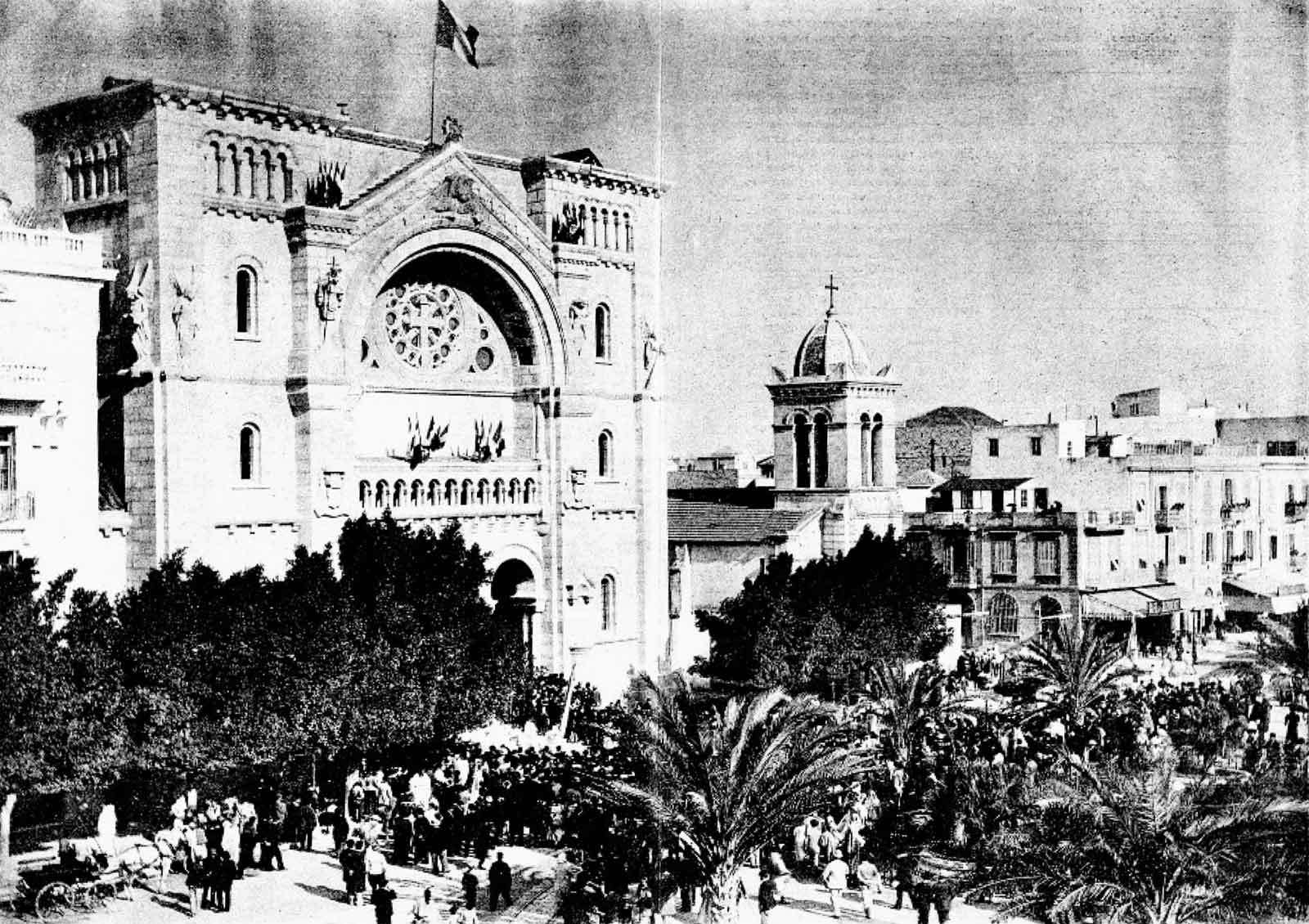
Place vers 1897.
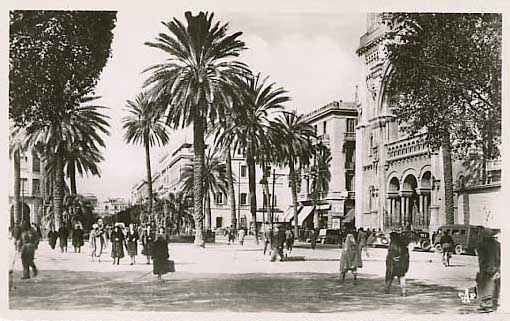
Place 1900.
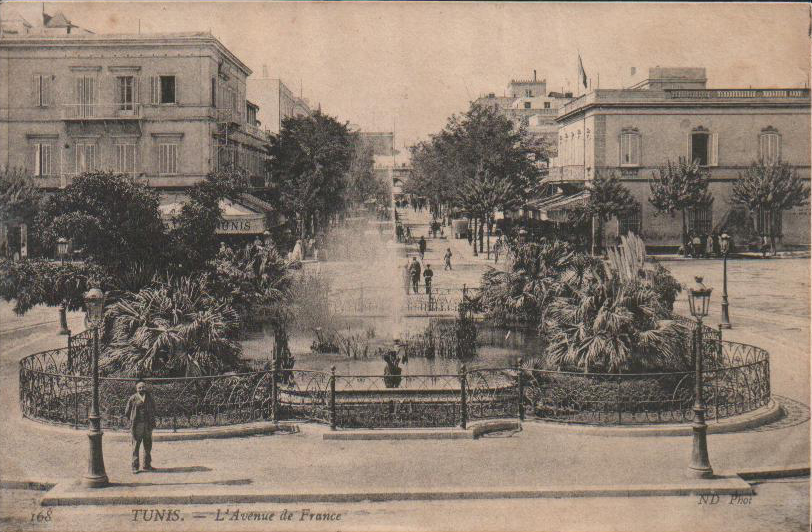
Place en 1900.

## Bâtiments remarquables et lieux de mémoire
- Statue du père de la sociologie moderne et philosophe, Ibn Khaldoun, dont la conception revient à Zoubeir Turki[1] et la réalisation à Amor Ben Mahmoud[2] ;

La place est également encadrée par deux symboles de l'ancienne présence française :
- Cathédrale Saint-Vincent-de-Paul, de style romano-byzantin et inaugurée en 1897 ;
- Ambassade de France, inaugurée en 1861 pour accueillir le consulat de France avant de devenir le siège de la résidence générale.

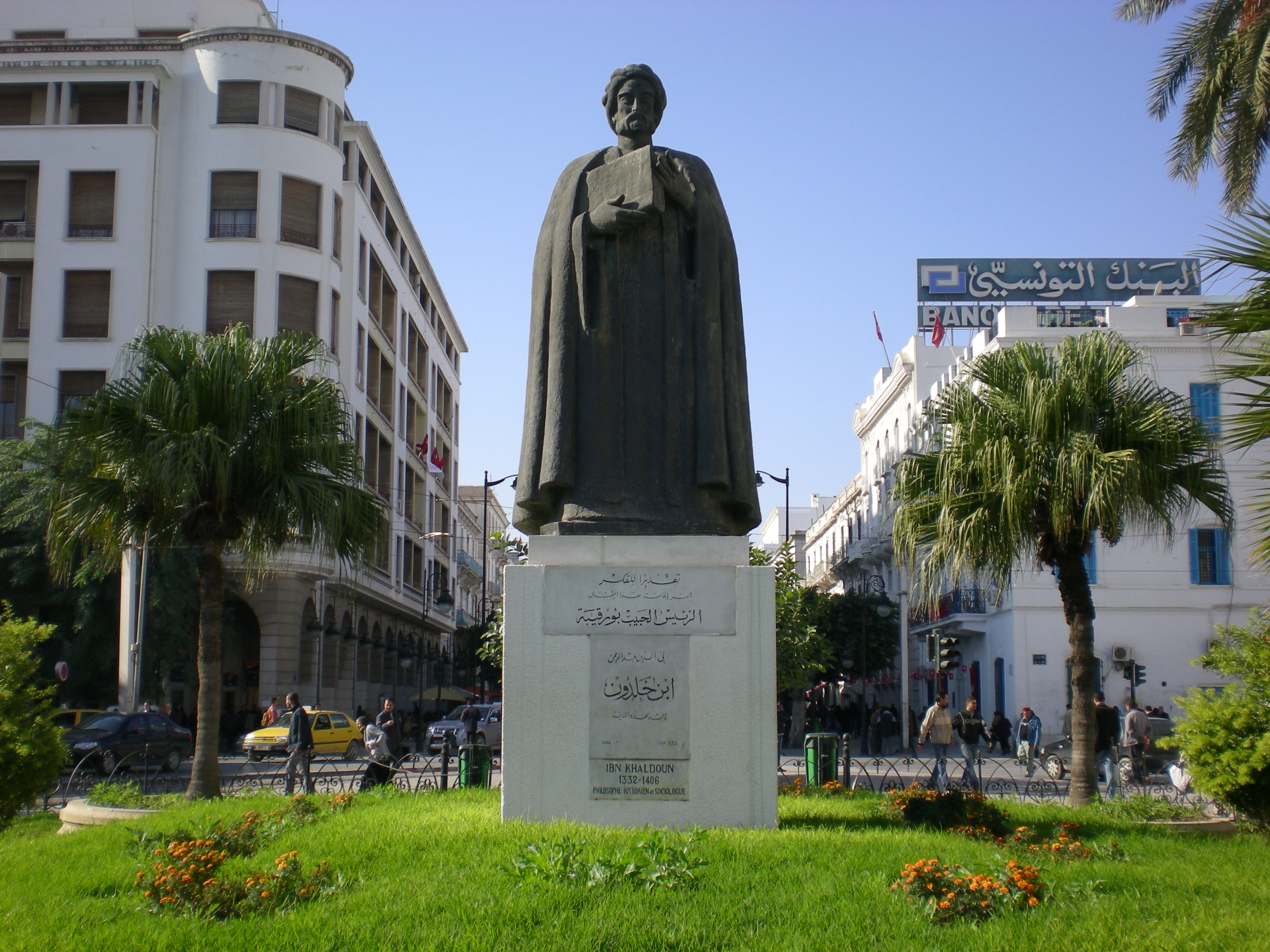
Statue d'Ibn-Khaldoun.
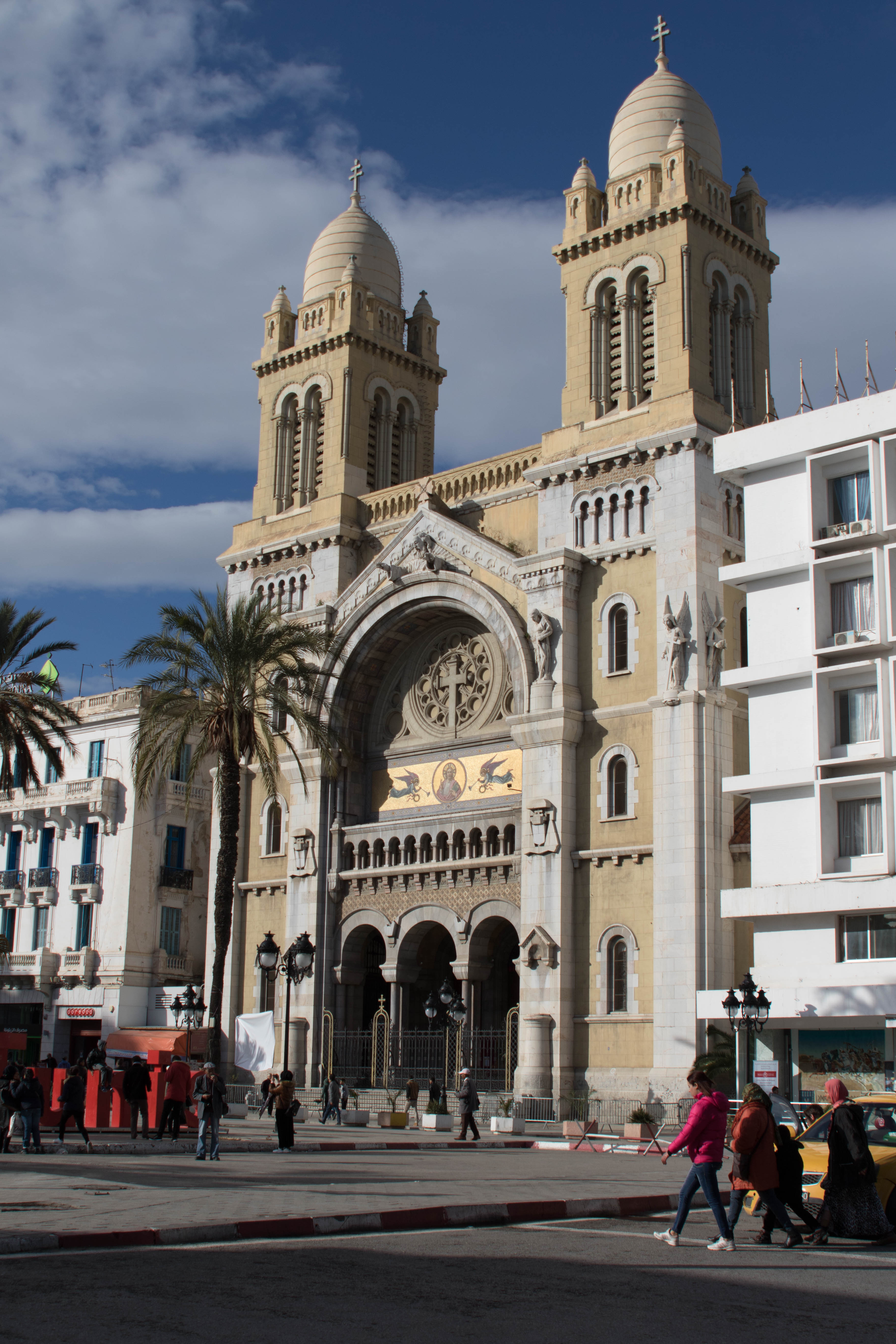
Cathédrale Saint-Vincent-de-Paul.

## Bâtiments et monuments disparus
- Tombe du Soldat inconnu inaugurée le 11 novembre 1943 à l'emplacement actuel de la statue d'Ibn-Khaldoun, pour commémorer les morts de la campagne de Tunisie et qui rejoint le cimetière militaire de Gammarth en 1957[3].